# 大槻剛巳
大槻 剛巳（おおつき たけみ、1956年9月5日 - ）は、日本の医師、作詞家、作曲家、編曲家、キーボーディスト、俳優。
京都府出身。新庄村国民健康保険診療所所長。元川崎医科大学教授。特定非営利活動法人映像作家支援機構理事。

## 経歴
1956年京都府福知山市生まれ。15歳の春から倉敷市在住。1972年、NHK「あなたのメロディー出演。1974年、ヤマハポピュラーソングコンテスト全国大会出場。ボーカリストは庄野真代。

1981年川崎医科大学卒業。その後、約16年間、血液内科医として診療・研究に従事。留学から帰国後、一般内科医としての診療と並行して、衛生学分野において環境保健と予防医学について実験的にアプローチする。

一方、中学生の頃からオリジナル楽曲の制作にあたり、2014年以降、各種サブスクサービスを通じて楽曲がリリースされている。「凝視（みつ）めれば愛」は、自身が会長を務めた2014年日本衛生学会学術総会のサブテーマ。

好きな言葉は「雲心月性」でMCをしているネットラジオの番組名でも使用中。

## ディスコグラフィ
- Beyond the accident, having finished the annual meeting...（2014年12月29日発売）[4]
- Kissing Me Softly（2015年7月1日発売）
- Scenes in Seasons（2016年3月25日発売）
- 生き抜く力―inspired from Dr. Ryoko EBINA―（2016年11月2日発売／シングル）
- Adolescent Memories（2017年4月27日発売）
- Lady, I Still Love You（2019年1月23日発売）
- Rainy Days ～Dear Nancy～（2021年5月22日発売）

## 出演作品

### 映画
- 短編映画『イワモト余命一ヶ月』2016 年
- 映画『ミネルヴァの梟』 2022 年　「土屋豪」役

### ドラマ
- 連続ドラマ『ミネルヴァの梟 -Chronicle-』 2021 年　TSCテレビせとうち　「土屋豪」役

### コンサート
- 新庄村『Sound of Nature -杜のコンサート- 2022』 2022 年 プロデュース・出演